# Соціальна норма
Соціа́льна но́рма — система уявлень, що становить певний шаблон поведінки, що розділяється членами соціальної групи і необхідна для здійснення сумісних узгоджених дій.
Норми є ідеальними зразками (шаблонами), які рекомендують те, що люди повинні говорити, думати, відчувати і робити в конкретних ситуаціях. Вони розрізняються масштабом (І.В. Сокол).
Соціальні норми — це правила, вироблені суспільством, чи групою людей у процесі їхньої життєдіяльності.

## Види норм
Соціальні норми поділяються на моральні, правові, релігійні, корпоративні, сімейні, естетичні. Також до соціальних норм відносять звичаї та традиції.
1. Норми права — загальнообов'язкові, формально визначені певні правила поведінки, які встановлені або санкціоновані, а також охороняються державою.
2. Норми моралі (моральності) — правила поведінки, які склавшись у суспільстві, виражають уявлення людей про добро й зло, справедливість й несправедливість, обов'язок, честь, гідність. Дія цих норм забезпечується внутрішнім переконанням, суспільною думкою, заходами суспільного впливу.
3. Норми звичаїв — це правила поведінки, які, склавшись у суспільстві в результаті їхнього багаторазового повторення, виконуються за звичкою.
4. Норми громадських організацій (корпоративні норми) — правила поведінки, самостійно встановлені громадськими організаціями, закріплені в їхніх статутах (положеннях тощо), діють у їхніх межах і ними ж охороняються від порушень за допомогою певних заходів суспільного впливу.
Крім зазначених, серед соціальних норм розрізняють:
- релігійні норми — регулюють відправлення релігійних культів, ставлення людей до Бога і навколишнього світу;
- політичні норми — регулюють політичні відносини між різними суб'єктами і ними встановлюються (статут політичної партії);
- естетичні норми — регулюють ставлення людей до порядку оформлення і оцінки предметів матеріальної і духовної культури з позицій краси, зручності, якості;
- моральні — такі правила поведінки, що встановлюються різними суб'єктами і виражаються в категоріях «добра і зла», «справедливості і несправедливості» і можуть регулювати майже всі суспільні відносини (християнська мораль).
- Корпоративні норми — правила, які встановлюються і забезпечуються об'єднаннями громадян.
- норми культури та інші

## Санкції
Соціальні санкції сприяють дотриманню соціальних норм. Це розгалужена система (іноді жорстоких) покарань за відхилення від норм і заохочень до їхнього виконання. Отже, за своїм спрямуванням санкції бувають позитивні й негативні, а за характером — формальні й неформальні.

## Змінний характер
Американський психолог Гаральд Вельцер вказує на тенденцію до зміни соціальних норм під впливом обставин, наводячи приклади з історії соціальних змін у Третьому Рейху та війни в Югославії. Вельцер вказує на швидкість, з якою німецьке суспільство звернулося до націонал-соціалізм після приходу нацистів до влади. Приклад Югославії, де відбувалися процеси етнізації, що втягнули все суспільство в жорстоку війну з етнічними чистками та масовими розстрілами, також вказує, на думку Вельцера, наскільки слабкими є внутрішня психосоціальна стабільність і стійкість сучасних суспільств. Вельцер звертає увагу на те, що за короткий термін здатні змінитися не тільки абстрактні категорії, такі як «суспільство» і «форма влади», а й конкретні люди, які складають ці суспільства і реалізують ці форми влади. Вони можуть швидко змінити свої нормативні орієнтації, цінності та переконання, самовизначення і поведінку. Поступово дедалі більш нормальним і прийнятним стає те, що спочатку здавалося нелюдським і неприпустимим.